# Wypinacze

Koń lonżowany na wypinaczach

Wypinacze – wodze pomocnicze przydatne przy pracy z koniem na lonży, wyposażone w dodatkowe sprzączki i często w gumowe wstawki uelastyczniające.

## Budowa
Wypinacze to dwa wąskie paski (skórzane, czasem parciane) o długości ok. 1,5m. Z jednej strony ma karabińczyk przypinany do kółka w wędzidła. Drugi koniec paska mocuje się do popręgu, lub pasa do lonżowania. Istnieją także wypinacze podwójne, zaopatrzone w pętle, które pozwalają mocować je do pasa, lub siodła. W tym przypadku pasy mają długość ok. 2,5m. Jeśli koń wypina szyję w trakcie szkolenia istnieje możliwość wykorzystania wypinaczy trójkątnych, działających na zasadzie dźwigni.

## Zastosowanie
Ich głównym zadaniem jest zapoznanie wierzchowca z lekkim kontaktem na wędzidle i pokazanie mu, że jeśli nie będzie na nie napierał zyska swobodę i poczucie komfortu.
Wypinacze zmuszają konia do zganaszowania się. Przy odpowiednim treningu, następuje zaokrąglenie grzbietu i pracują odpowiednie mięśnie konia. Istnieją zarówno zwolennicy, jak i przeciwnicy pracy na wypinaczach, gdyż uniemożliwiają one swobodne ruchy szyi, a wraz z tym – rozluźnienie konia. Bezzasadne i nieumiejętnie używanie wypinaczy może wywołać u koni opór.